# Коно
Коно (фр. Connaux) насеље је и општина у јужној Француској у региону Лангдок-Русијон, у департману Гар која припада префектури Ним.
По подацима из 2011. године у општини је живело 1588 становника, а густина насељености је износила 165,76 становника/km². Општина се простире на површини од 9,58 km². Налази се на средњој надморској висини од 77 метара (максималној 231 m, а минималној 56 m).

## Демографија
| 1962. | 1968. | 1975. | 1982. | 1990. | 1999. | 2011. |
| ----- | ----- | ----- | ----- | ----- | ----- | ----- |
| 632   | 744   | 979   | 1.212 | 1.450 | 1.623 | 1.588 |

График промене броја становника у току последњих година